# シボレー・400
シボレー400（Chevrolet 400）は、1962年から1974年までGMアルゼンチンが製造していたコンパクトカー。

## 概要
「400」は、フォードとクライスラーがアルゼンチンに最初のコンパクトカーであるフォード・ファルコンとヴァリアントIIをそれぞれ導入した後、ゼネラルモーターズがフォードとクライスラーに応えて作った車だった。 
「400」は、アメリカでChevy II（後に「シボレー・ノヴァ」）として知られるシボレーのモデルをベースとしていた。米国仕様にはハードトップクーペ、コンバーチブルクーペ、2ドアセダン、ステーションワゴンなどのボディスタイルが揃っていたが、同国では4ドアセダン版のみが生産された。

## 歴史

### 始まり
1960年代、コンパクトカーという新しいコンセプトカーの出現によって自動車産業は革命を起こした。アルゼンチンでは、クライスラーが「ヴァリアントII」の生産を開始し、フォードが「ファルコン」を生産するなど、大規模工場の構造が激変した。

ゼネラルモーターズの対応は、アメリカ市場から派生した車、Chevy IIであり、アルゼンチンでは「シボレー400」として取引された。400の最初のバージョンは、フロントグリルに丸いヘッドライトを備え、194立方インチ（3179cc）のシボレーのどこにでもあるオーバーヘッドバルブ6気筒エンジンを搭載していた。

### アルゼンチンのシボレー400

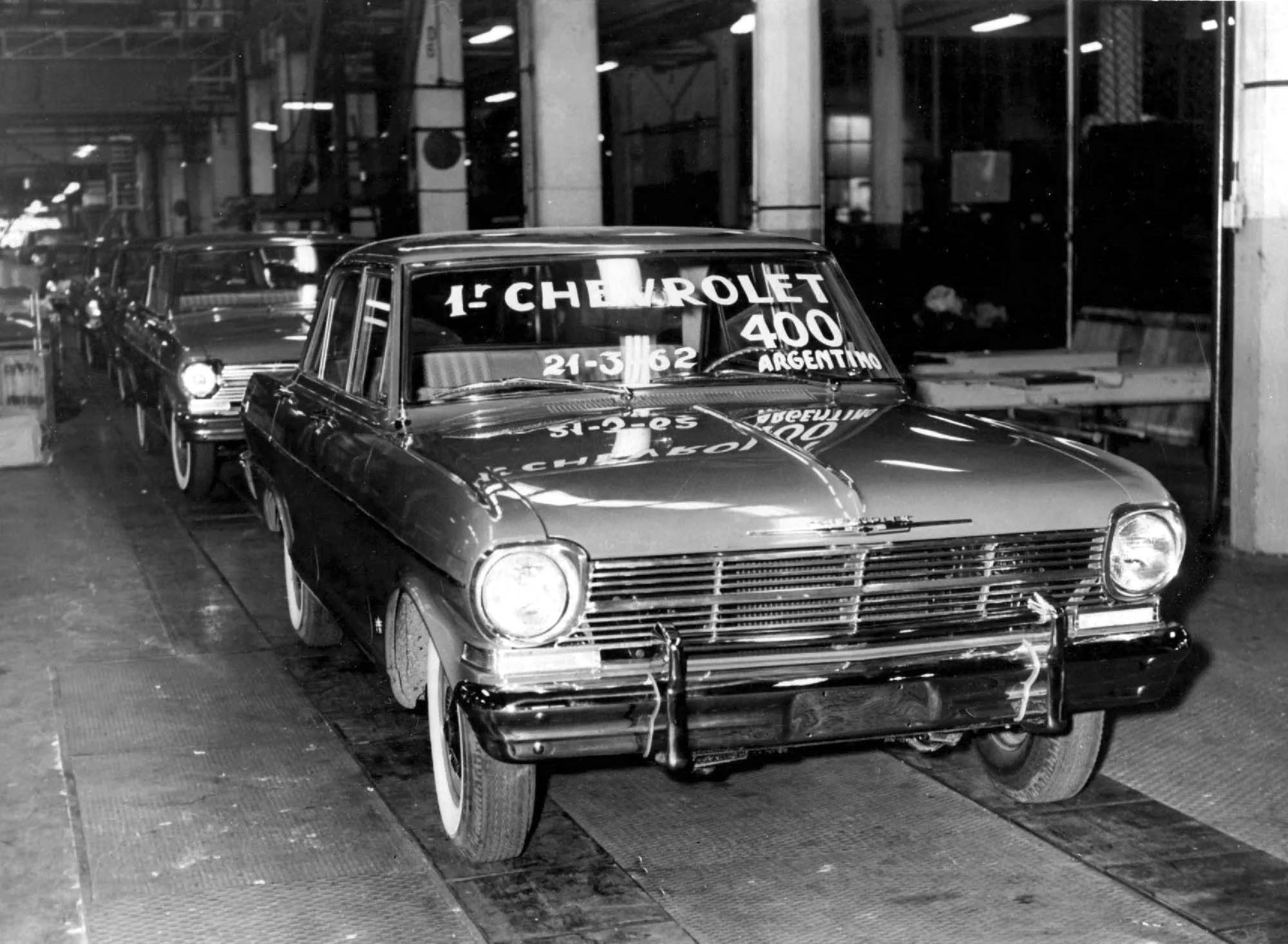
GMアルゼンチンの組み立てラインにあるシボレー400

最初のシボレー400は1962年3月21日に製造された。上記の通り、この車は排気量194立方インチ（または3179cc）の「194」と名付けられたエンジンを搭載していた。400には高級セダンの「スペシャル」と、そのほとんどがタクシーとして使われた「ベース」の2つのモデルがあった。エンジンはシングルバレルのロチェスターBCキャブレターを装備し、スペシャルはHolleyを装備していた。どちらのエンジンも106馬力であった。トランスミッションは3速MTであった。

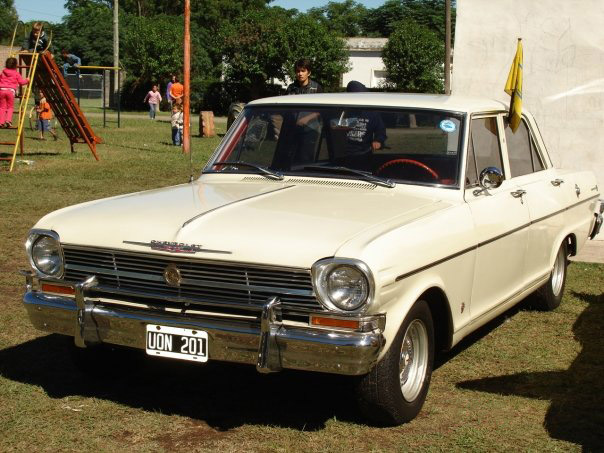
1962 シボレー400

1967年、シボレーは 400「スーパー スポーツ」を発売しました。これは、より強力なエンジンと革新的なギアボックスを備えた、ラインの中で最もアグレッシブなバージョンです。このモデルには、250 立方インチの OHV 6 気筒エンジンと、トリガー シフター付きの ZF 4 速セレクターが搭載されており、この年に発売されました。このエンジン ボックス デュオを搭載したスーパー スポーツは、155 HP を出力しました。また、2 バレルの Holley RX 7214-A キャブレターも装備されていました。また、4 つの丸型ヘッドライトを備えた最新のフロント エンド スタイルも採用されました。
同年、レーサーのカルロス・アルベルト・パイレッティが、シボレー・コルベットに似たトランスミッションを備えた250エンジンを搭載し、車両の色にちなんで「オレンジ・サンダー」（スペイン語で「エル・トゥルーノ・ナランハ」）というニックネームが付けられたシボレーのプロトタイプを駆り、ツーリズモ・カレテーラのチャンピオンに輝いた。

### シボレー400の終焉

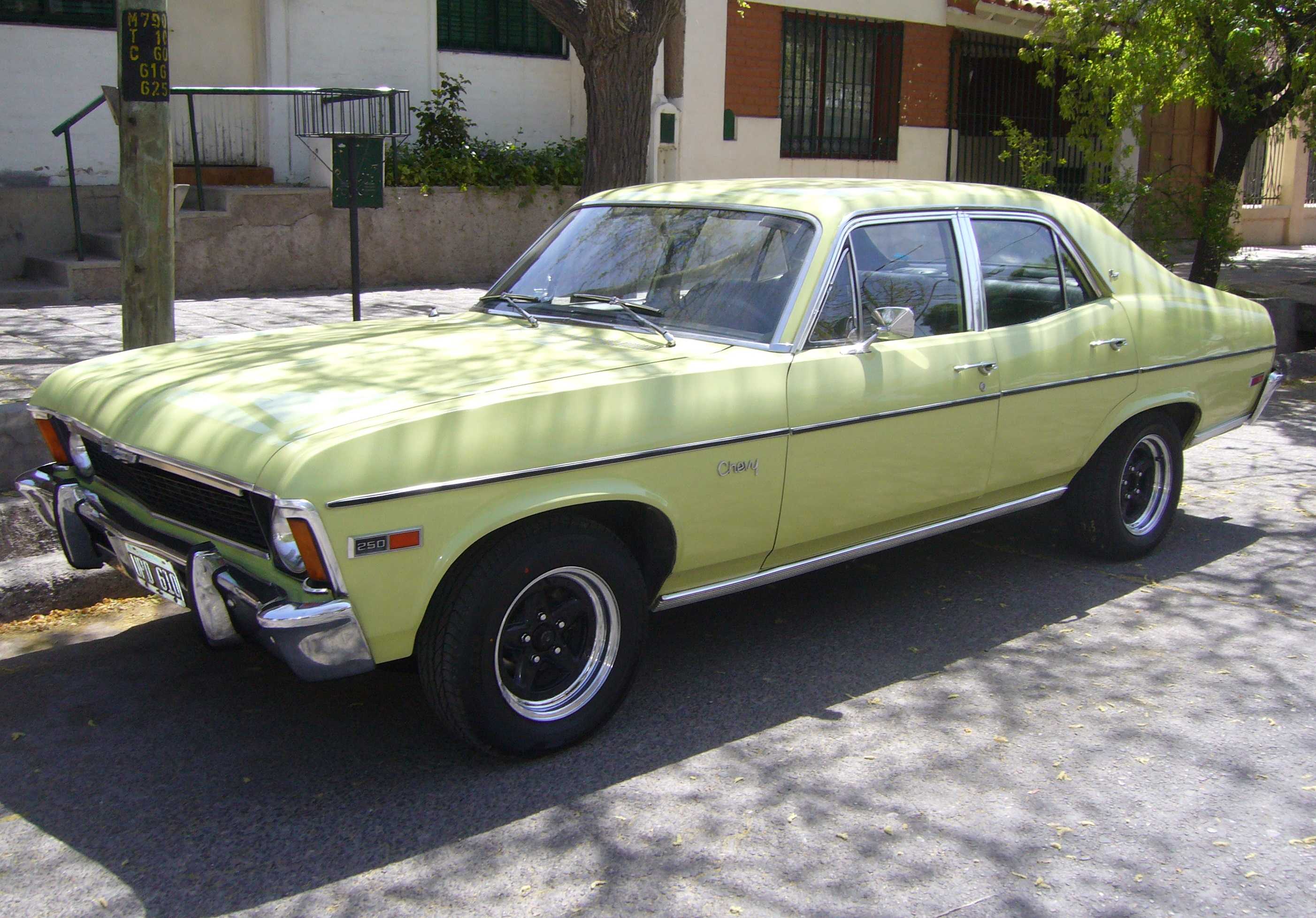
400はアメリカのノヴァをベースとしたシェビー（写真）に取って代わられた

しかし1969年、ブランド史上最も有名なスポーツカーとなった「シェビー」（1968年型シェビーIIノヴァがベース）が登場する。そのアイデアは、一方にスポーツ機能（シボレー400）、もう一方にスポーツ（シェビー）を備えた高級車を提供することだった。シェビーの売上が先代の400を犠牲にして増加し、両モデル間の競争を引き起こしたことは考慮されていなかった。400はシェビーと並行して生産されたが、400の北米での生産は1967年モデルを最後に終了した。
そこで、さらなる問題を避けるために、1972年にシボレー400よりも廉価な「ラリースポーツ」が発売された。194"、"230"、"250 "の3種類のエンジンが用意され、キャブレターHoley R 2751が装備され、4速ボックスが組み合わされた。これらのバージョンは、このシリーズの特徴である異なる色合いで提供された： ホワイト、レッドにブラックのサイド・ストライプ、ライトブルーにホワイトのサイド・ストライプ、オレンジにブラックのサイド・バンドなどである。また、リアに「RS」のロゴが入り、ヘッドライトが4灯から2灯に変更された。
1974年、アルゼンチン・シボレーは、それまで93,000台生産された「400」の生産を終了した。同車は、アルゼンチンの「シェビー・マリブ」（1968-72年型アメリカ製シボレー・ノヴァ4ドアセダンがベースで、シェベル・シリーズをベースとした北米市場のシボレー・マリブとは無関係だった）に取って代わられた。しかし同年、アルゼンチン初のゼネラル・モーターズの中型車となるオペルK-180に、エンジン「194」が採用される。